# Skandalhuset vid Roslagstorg

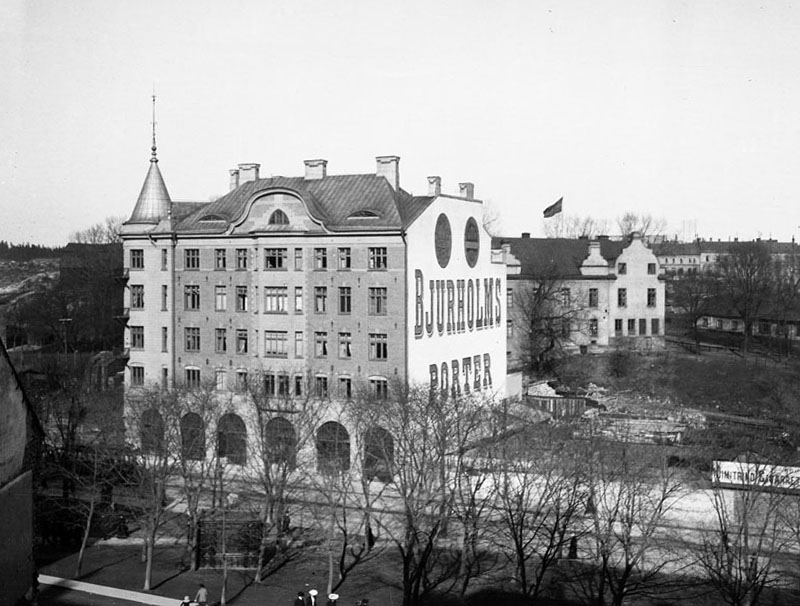
Skandalhuset utmed Birger Jarlsgatan sett från Regeringsgatan.

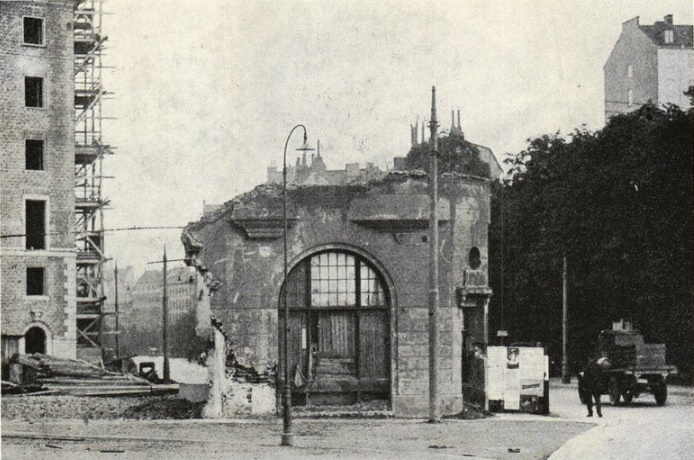
Rivning av huset 1925

Skandalhuset vid Roslagstorg var den populära benämningen på en byggnad vid Roslagstorg i Stockholm, uppförd 1906 och riven 1925, som på sin tid tilldrog sig en synnerlig uppmärksamhet till följd av de många turerna för att få bygglov.

## Historik
Till Timmermansordens egendom Eriksberg hörde i början av förra seklet ett stort stycke mark som orden önskade få stadsplanelagt för att själva kunna utnyttja marken bättre samt sälja tomter för exploatering. Gällande plan hade fastställts 1879 och sedan dess hade allt större områden tagits i anspråk för att fylla huvudstadens bostadsbehov. 1899 utarbetade stadsplaneingenjör Gustaf von Segebaden ett förslag som inordnade området i Lindhagenplanen, men förslaget återförvisades av stadsfullmäktige då den kuperade marken inte var lämplig för en sådan indelning.
Orden ansökte då år 1900 om byggnadslov för ett fem våningar högt bostadshus i enlighet med 1879 års plan, men Byggnadsnämnden avslog ansökan med motiveringen att det var avsett som kommande öppen plats. Överståthållarämbetet fann inga skäl att upphäva beslutet efter överklagande. Orden överklagade då till Kunglig Majestät som upphävde beslutet och fastställde att om inte staden inom viss tid förvärvade tomten, så skulle sökanden efter förnyad anhållan tillåtas bygga. 1904 fick orden bygglov. Arkitekt Erik Lundroth som även var ordensbroder och intendent för hela Eriksberg ritade ett bostadshus med lägenheter om 5 & 6 rum & kök. Det var utrustat med hiss och under gården fanns en stor pelarsal med taklanternin. 
Då huset slutbesiktigades 1906 var dock arbetet med en ny stadsplan för området i full gång. Planen som utarbetades av Per Olof Hallman fastställdes hösten 1908 och i denna kom huset att hamna mitt i den öppna platsen i korsningen av Birger Jarlsgatan och Runebergsgatan. Enligt en uppgörelse mellan orden och staden skulle Skandalhuset - som var pressens benämning - vara rivet och bortschaktat senast 1 oktober 1917. Med första världskrigets stora bostadsbrist sköts dock rivningen upp. Efter en mycket långsam rivning som pågick i över ett år var de sista resterna av huset bortschaktade 1925, en händelse som uppmärksammades i såväl Svenska Dagbladets årsbok som av Paramountjournalen.